# 日本橋小網町
日本橋小網町（にほんばしこあみちょう）は、東京都中央区の町名。丁目の設定のない単独町名である。住居表示実施済区域。

## 概要
日本橋地域の南部に位置し、日本橋川の北岸に当たる。街のシンボルである小網神社の所在地として知られている（日本橋小網町の旧2丁目から4丁目までが小網神社の氏子、旧1丁目は神田神社の氏子）。
日本橋久松町に所在する久松警察署および日本橋兜町に所在する日本橋消防署の管轄区域内に当たる。
中央区が定める正式な英語ローマ字表記は Nihonbashi-koamicho である。

### 河川
- 日本橋川 - 鎧橋・茅場橋が架かる。

## 歴史
江戸時代の初期、慶長年間に江戸城が築城された頃には、小網町の付近は日本橋川の河口洲の小さな中島であったとされる。八丁堀・霊岸島など、江戸の前島の埋立てが進むにつれて、日本橋川沿いの河岸の街へと姿を変えた。日本橋川に面した土地柄、水上交通の面で重要な場所として発展した町である。江戸に入ってくる米を扱う商店・問屋があったほか、行徳で産生する塩の扱いが多かった。

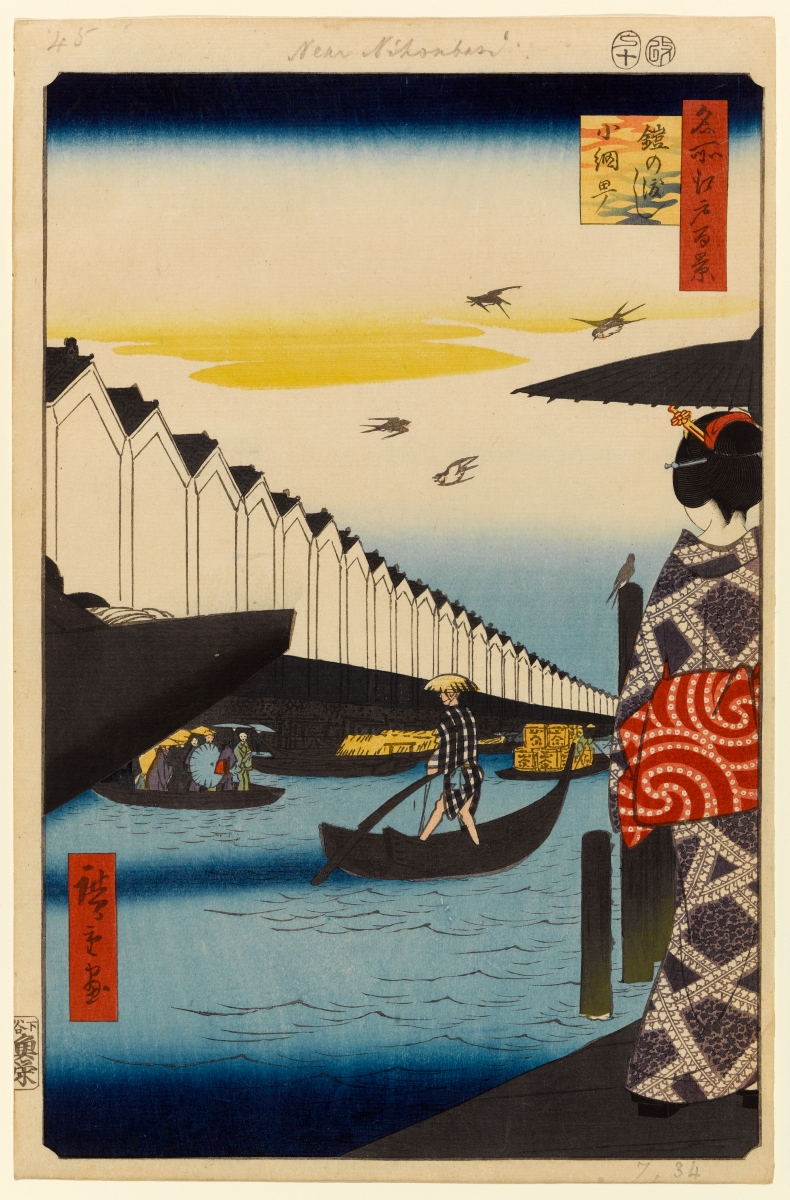
名所江戸百景「鎧の渡し」兜町の大原稲荷神社辺りから小網町の河岸にあった蔵地を望む

明治期以降、川沿いの区域を中心に、しょうゆ屋、雑貨・食料品を扱う問屋など、河川の物流を活かした大問屋・回漕店が多く、大規模な商家が多く立地した。
関東大震災に際しては、町域のほとんどが焼けた。太平洋戦争の末期（1945年3月10日）の東京大空襲では、町域の多くが焼け残った。
鎧橋に近い場所には、バーを兼ねた西洋料理店である「メイゾン鴻乃巣」の創業の地（創業1910年）であり、同店は若い文人のたまり場として日本近代文学史の一ページを飾る場所であった、とする中央区教育委員会による説明板が設置されている。

### 地名の由来
江戸時代に将軍の御前で網を引いた漁師が御肴御用を命ぜられ、白魚献上の特権を得た故事により、この漁師たちの一丁目の町角に漁網を一張干しておく風習から生じた町名と推定される。

### 史跡
- 東堀留川跡
- 鎧の渡し
- メイゾン鴻乃巣創業の地

## 世帯数と人口
2023年（令和5年）1月1日現在（中央区発表）の世帯数と人口は以下の通りである。
- 世帯数 : 837世帯
- 人口 : 1,306人

### 人口の変遷
国勢調査による人口の推移。
| 年                 | 人口  |
| ------------------ | ----- |
| 1995年（平成7年）  | 191   |
| 2000年（平成12年） | 199   |
| 2005年（平成17年） | 492   |
| 2010年（平成22年） | 825   |
| 2015年（平成27年） | 1,203 |
| 2020年（令和2年）  | 1,325 |

### 世帯数の変遷
国勢調査による世帯数の推移。
| 年                 | 世帯数 |
| ------------------ | ------ |
| 1995年（平成7年）  | 99     |
| 2000年（平成12年） | 99     |
| 2005年（平成17年） | 340    |
| 2010年（平成22年） | 583    |
| 2015年（平成27年） | 781    |
| 2020年（令和2年）  | 850    |

## 学区
区立小・中学校に通う場合、学区は以下の通りとなる（2025年4月現在）。小規模な町域ながら、横断する新大橋通り（蛎殻町交差点～茅場橋）を境に小学校の学区は分かれている。
| 番地    | 小学校               | 中学校               |
| ------- | -------------------- | -------------------- |
| 1～6番  | 中央区立有馬小学校   | 中央区立日本橋中学校 |
| 7〜19番 | 中央区立日本橋小学校 | 中央区立日本橋中学校 |

## 交通

### バス
- 都営バス錦11 蛎殻町
- 都営バス東22乙 蛎殻町 - 平日のみの運行

### 道路
- 東京都道・千葉県道50号東京市川線（新大橋通り）

首都高速道路・出入口
- 首都高速6号向島線

## 事業所
2021年（令和3年）現在の経済センサス調査による事業所数と従業員数は以下の通りである。
- 事業所数 : 414事業所
- 従業員数 : 11,846人

### 事業者数の変遷
経済センサスによる事業所数の推移。
| 年                 | 事業者数 |
| ------------------ | -------- |
| 2016年（平成28年） | 446      |
| 2021年（令和3年）  | 414      |

### 従業員数の変遷
経済センサスによる従業員数の推移。
| 年                 | 従業員数 |
| ------------------ | -------- |
| 2016年（平成28年） | 11,659   |
| 2021年（令和3年）  | 11,846   |

### 主な企業
- 日刊工業新聞社 本社
- 協同乳業本社
- ぺんてる株式会社 本社
- 不動テトラ本社
- ヒゲタ醤油本社
- 株式会社こもりコーポレーション本社

## 施設
- 茅場橋北児童遊園
- 小網町児童遊園
- 日本橋小網町郵便局
- 東京都交通局 人形町変電所
- 小網神社
- 日本橋小網町スクエアビル

## その他

### 日本郵便
- 郵便番号 : 103-0016[3]（集配局 : にほんばし蔵前郵便局[20]）。